# The Doctor of Mydffai
The Doctor of Myddfai (El médico de Myddfai) es una ópera en dos actos con música de Peter Maxwell Davies y libreto de David Pountney. La obra se estrenó en el New Theatre en Cardiff el 5 de junio de 1996, interpretada por la Welsh National Opera y dirigida por Richard Armstrong. El libreto fue adaptado de una antigua leyenda galesa que inspiró La dama del lago. El cuento original es reinterpretado en términos de una enfermedad misteriosa, cuyo conocimiento las autoridades intentan suprimir. La ópera tiene lugar en una sociedad totalitaria parecida a la que se imaginó Orwell en 1984, con un gobernante supremo, burocracia mecánica y una guerra interminable.

## Personajes
| Personaje                                  | Tesitura                                                 | Reparto del estreno, 5 de junio de 1996 (Director: Richard Armstrong) |
| ------------------------------------------ | -------------------------------------------------------- | --------------------------------------------------------------------- |
| El Doctor                                  | barítono alto                                            | Paul Whelan                                                           |
| La niña, una chica de alrededor de 12 años | soprano                                                  | Lisa Tyrrell                                                          |
| El gobernante                              | bajo                                                     | Gwynne Howell                                                         |
| Primer oficial                             | mezzosoprano                                             |                                                                       |
| Segundo oficial                            | contralto                                                |                                                                       |
| Tercer oficial, oficial de seguridad       | soprano alto                                             |                                                                       |
| Diez ministreles, representando 10 zonas   | 2 sopranos, 3 mezzosopranos 2 tenores, 3 bajos           |                                                                       |
| 2 Janitors                                 | tenor y barítono                                         |                                                                       |
| 3 chicas                                   | soprano, mezzosoprano, y contralto                       |                                                                       |
| 5 grupos de oficiales                      | 7 sopranos, 6 mezzosopranos, 5 tenores, 6 bajo-barítonos |                                                                       |
| 3 guardias                                 | papeles mudos                                            |                                                                       |
| Coro de personas (SATB)                    |                                                          |                                                                       |